# Burgruine Zant
Die Burgruine Zant ist der Ruinenrest einer Höhenburg auf einem nach drei Seiten steil abfallenden Bergrücken an der Westspitze des Schlossberges auf 510 m ü. NHN nördlich von Zant, einem Gemeindeteil der Gemeinde Ursensollen im Landkreis Amberg-Sulzbach in Bayern. Etwa 300 Meter nördlich befindet sich der Burgstall der ehemaligen Ringwallanlage Zant. Das oberirdisch erhaltene Teilstück ist unter der Aktennummer D-3-71-154-35 als Baudenkmal verzeichnet. Die Anlage wird zudem als Bodendenkmal unter der Aktennummer D-3-6636-0052 als „mittelalterlicher Burgstall“ geführt.

## Geschichte
Die Burg wurde Ende des 12. Jahrhunderts von den Herren von Zant als Stammsitz erbaut und 1130 erwähnt. 1132 wird Luitpold de Zante im Schenkungsbuch des Stifts Obermünster erwähnt. Bis zum 14. Jahrhundert sind die Herren von Zant hier nachweisbar (Otto von Zant 1287 und 1319, Ulrich von Zant 1326, Wernher Zantner 1340), dann scheinen sie auf eines der Burggüter von Rieden abgewandert zu sein. Zwischen 1398 und 1438 sind Heinrich und Ulrich Liebenecker in Zant, gegen Ende des 15. Jahrhunderts sind wieder die Zanter die hiesigen Besitzer: 1480 erscheint Andres Zant in den Landsasenmatrikeln, auf ihn folgt bis 1499 ein Karl Zanter; bis 1570 sind sie die Besitzer der Burg. 1575 findet man sie zu Münchszell, sie waren aber  bis 1598 mit dem Zehent von Zant belehnt. Zwischen 1579 und 1580 ist hier Philipp von Kemnath zu Zant und Hohenkemnath genannt. 1585 nennt sich Wilhelm Rummel von Lonnerstadt nach Zant. Die Rummels blieben bis 1807 auf Zant. Abgelöst wurden sie von der Familie Podewils.

## Beschreibung

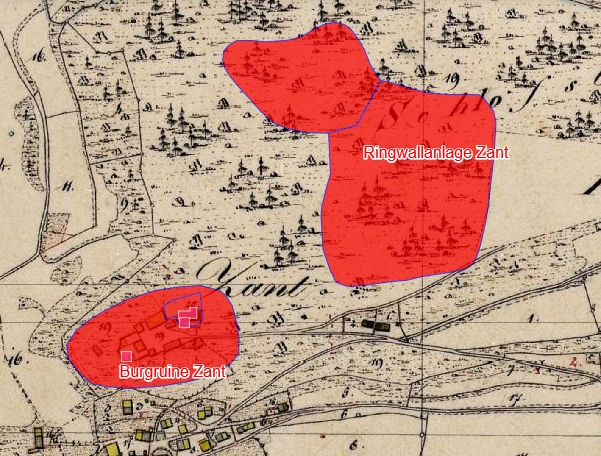
Lageplan der Burgruine Zant auf dem Urkataster von Bayern

Von der ehemaligen Randhausburg sind noch Reste der 7 Meter hohen Ringmauer mit einer Mauerstärke von 1,2 Meter und ein 5 Meter hoher Rest des 7 mal 8 Meter großen Bergfrieds mit einer Mauerstärke von 1,75 Meter erhalten sowie die Burgkapelle, die 1684 von Freiherr Johann Joachim von Rummel in die heutige Wallfahrtskirche St. Josef umgebaut wurde.